# Alexandre-Emile Béguyer de Chancourtois
Alexandre-Émile Béguyer de Chancourtois (20. januar 1820 – 14. november 1886) var en fransk geolog og mineralog, som var den første til, i 1862, at ordne grundstofferne efter atomvægt. De Chancourtois udgav kun sine afhandlingspapirer, men udgav aldrig sin egentlige graf med den uregelmæssige orden. Selvom hans udgivelse var signifikant, blev den ignoreret af kemikere fordi den var skrevet i geologiske vendinger. Det var Dmitri Mendeleevs tabel, udgivet i 1862, som blev mest anerkendt. De Chancourtois var også professor inden for minekortlægning, og senere geologi på École Nationale Supérieure des Mines de Paris. Han var også tilsynsførende indenfor miner i Paris og var på den tid ansvarlig for at have implementeret flere sikkerhedsreguleringer og love vedrørende miner.